# Sa mạc Taklamakan

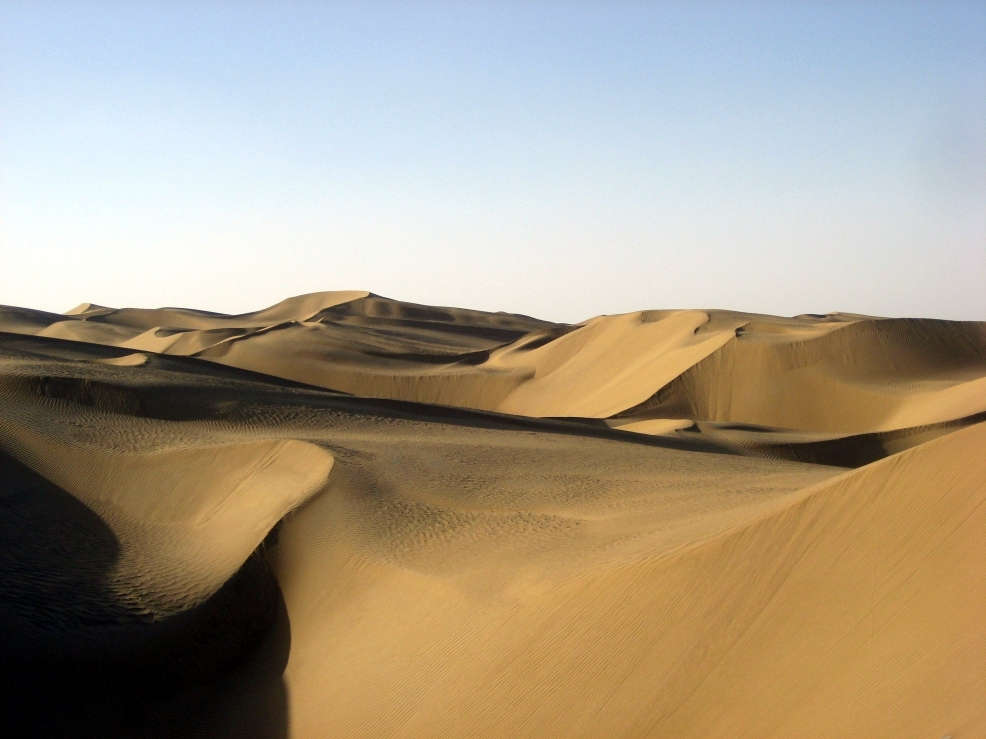
Cảnh quan sa mạc Taklamakan

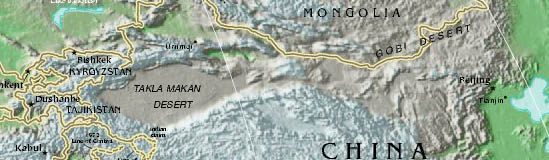
Sa mạc Taklamakan tại lòng chảo Tarim.

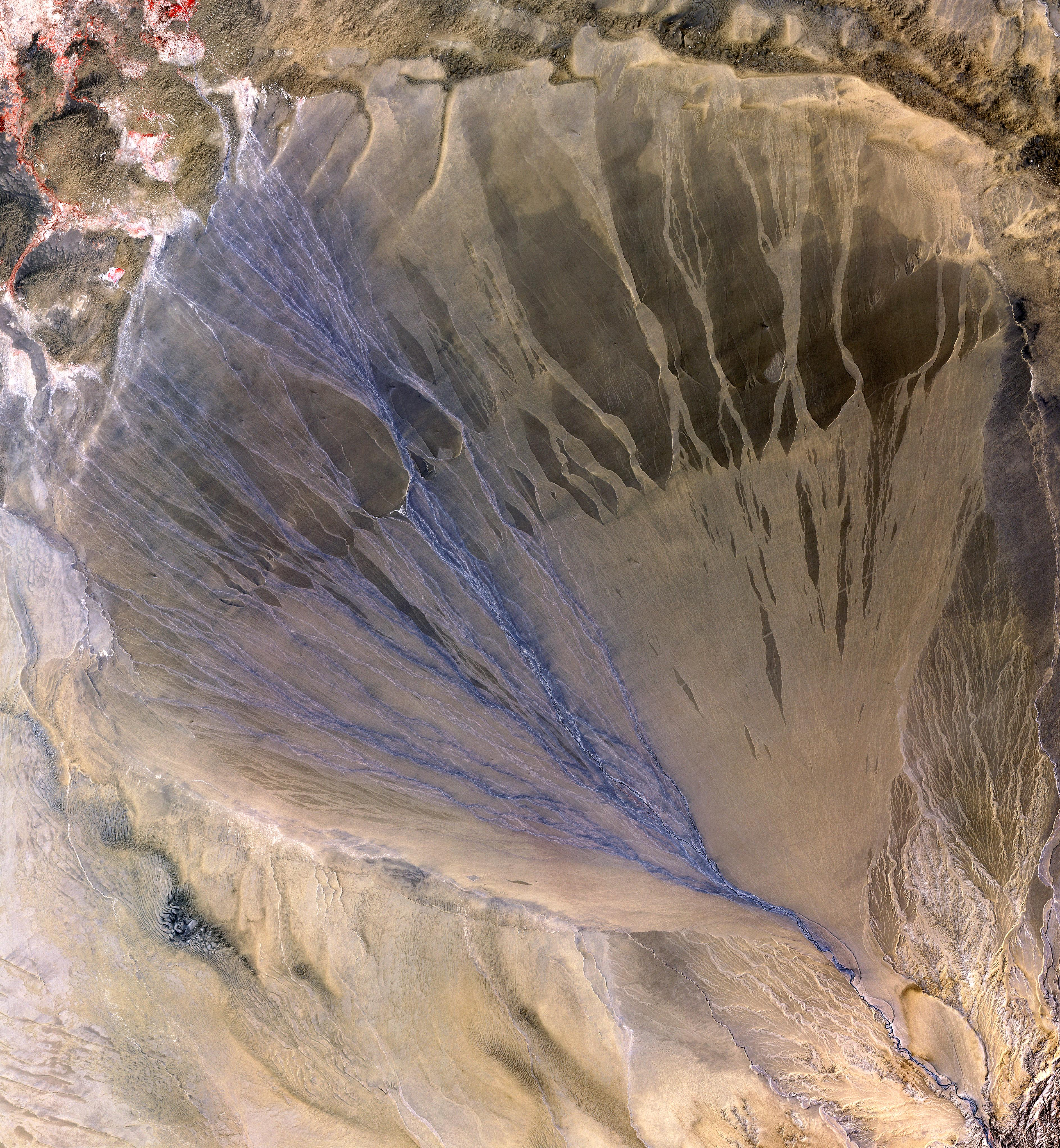
Một quạt bồi tích khổng lồ giữa các dãy núi Côn Lôn và Altun-Tagh tạo thành ranh giới phía nam của sa mạc Taklamakan, mé trái dường như có màu xanh lam do nước chảy từ nhiều con suối nhỏ

Sa mạc Taklamakan hay Sa mạc Tháp Khắc Lạp Mã Can (Chữ Hán: 塔克拉瑪干沙漠), cũng gọi là Taklimakan, là một sa mạc tại Trung Á, trong khu vực thuộc Khu tự trị dân tộc Duy Ngô Nhĩ Tân Cương của Cộng hòa Nhân dân Trung Hoa. Vị trí của nó nằm bên trong bồn địa Tarim ở Nam Tân Cương, nó có ranh giới là dãy núi Côn Lôn ở phía nam, sa mạc Gobi ở phía Đông, dãy núi Pamir và Thiên Sơn (tên cổ đại núi Imeon) ở phía tây và phía bắc.
Taklamakan được biết đến như là một trong các sa mạc lớn nhất trên thế giới, đứng hàng thứ 15 về kích thước trong số các sa mạc lớn nhất không ở vùng cực của thế giới. Nó bao phủ một diện tích 270.000 km² của lòng chảo Tarim, dài khoảng 1.000 km và rộng khoảng 400 km. Ở rìa phía bắc và phía nam của sa mạc này là hai nhánh của Con đường tơ lụa do các lữ khách đã tìm kiếm ra để tránh vùng đất hoang khô cằn. Trong những năm gần đây, Cộng hòa Nhân dân Trung Hoa đã xây dựng đường cao tốc xuyên sa mạc để nối liền các thành phố Hòa Điền (Hotan, ở rìa phía nam) với Luân Đài (Luntai, ở rìa phía bắc).

## Khí hậu
Taklamakan là mô hình của sa mạc lạnh. Do nó gần với các khối khí lạnh lẽo tại Siberi, nên các nhiệt độ rất thấp đã được ghi nhận trong thời gian mùa đông, đôi khi xuống dưới -20 °C (-4 °F). Trong các trận bão mùa đông đầu năm 2008 tại Trung Quốc thì sa mạc Taklamakan được thông báo là lần đầu tiên bị che phủ hoàn toàn bởi một lớp tuyết mỏng có độ dày 4 cm (1,6 inch) tại một số đài quan sát trong 11 ngày đêm.
Vị trí cực sâu trong nội địa của nó, dường như rất gần với trung tâm của châu Á và xa hàng nghìn kilômét từ bất kỳ vùng nước rộng lớn nào, nên các đặc trưng lạnh ban đêm của nó có thể nhận thấy ngay cả trong mùa hè.

## Ốc đảo
Không có nguồn nước tự nhiên trong sa mạc này và vì thế rất nguy hiểm khi muốn vượt qua.
Taklamakan có nghĩa là "đi vào và ngươi sẽ không bao giờ trở ra". Các đoàn lữ hành của các thương nhân trên Con đường tơ lụa có thể dừng lại nghỉ ngơi tại các thành thị thịnh vượng trong các ốc đảo

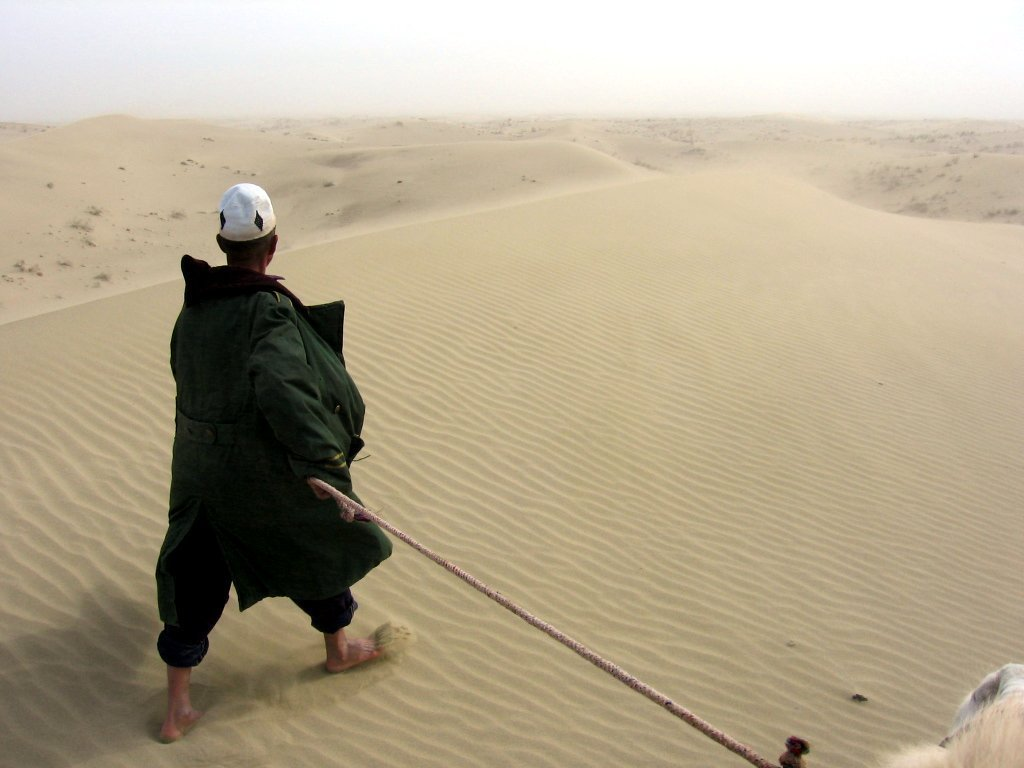
Cuộc sống trong sa mạc gần huyện Toa Xa (Yarkand).

Các thành thị ốc đảo quan trọng, được cấp nước do mưa từ các dãy núi, là Ca Thập (Kashgar), Mễ Lan (Marin), Ni Nhã (Niya), Toa Xa (Yarkand) và Hòa Điền (Khotan) ở phía nam hay Khố Xa (Kuqa) và Thổ Lỗ Phan (Turfan) ở phía bắc, cùng Lâu Lan (Loulan) và Đôn Hoàng (Dunhuang) ở phía đông. Hiện nay nhiều thành thị trong số này, như Mễ Lan và Cao Xương (Gaochang) là các thành thị hoang phế trong khu vực thưa thớt dân cư tại Khu tự trị dân tộc Duy Ngô Nhĩ Tân Cương của Cộng hòa Nhân dân Trung Hoa.
Các di sản khảo cổ tìm thấy tại các nơi đổ nát bị chôn vùi trong cát đều chỉ ra ảnh hưởng của người Thổ Hỏa La (Tocharian), tiền Hy Lạp, Ấn Độ và Phật giáo. Các tài sản cùng nguy cơ của chúng được Aurel Stein, Sven Hedin, Albert von Le Coq và Paul Pelliot miêu tả khá sống động. Các xác ướp khoảng 4.000 năm tuổi cũng đã được tìm thấy trong khu vực. Chúng chỉ ra một khoảng rộng các sắc tộc đã từng đi ngang qua nơi đây. Một số xác ướp dường như là của người châu Âu. Muộn hơn, khu vực Taklamakan đã là nơi sinh sống của các sắc tộc người Turk. Bắt đầu từ thời kỳ nhà Đường, người Hán luôn tìm cách mở rộng quyền kiểm soát của họ đối với các thành thị ốc đảo tại Taklamakan nhằm kiểm soát hành trình thương mại tơ lụa quan trọng ngang qua Trung Á. Các thời kỳ nắm giữ của người Hán xen kẽ với các thời nắm giữ của người Turk cũng như các sắc tộc Mông Cổ và Tạng. Dân cư hiện nay chủ yếu là người Turk, Duy Ngô Nhĩ.